# Feria de Puerto Real

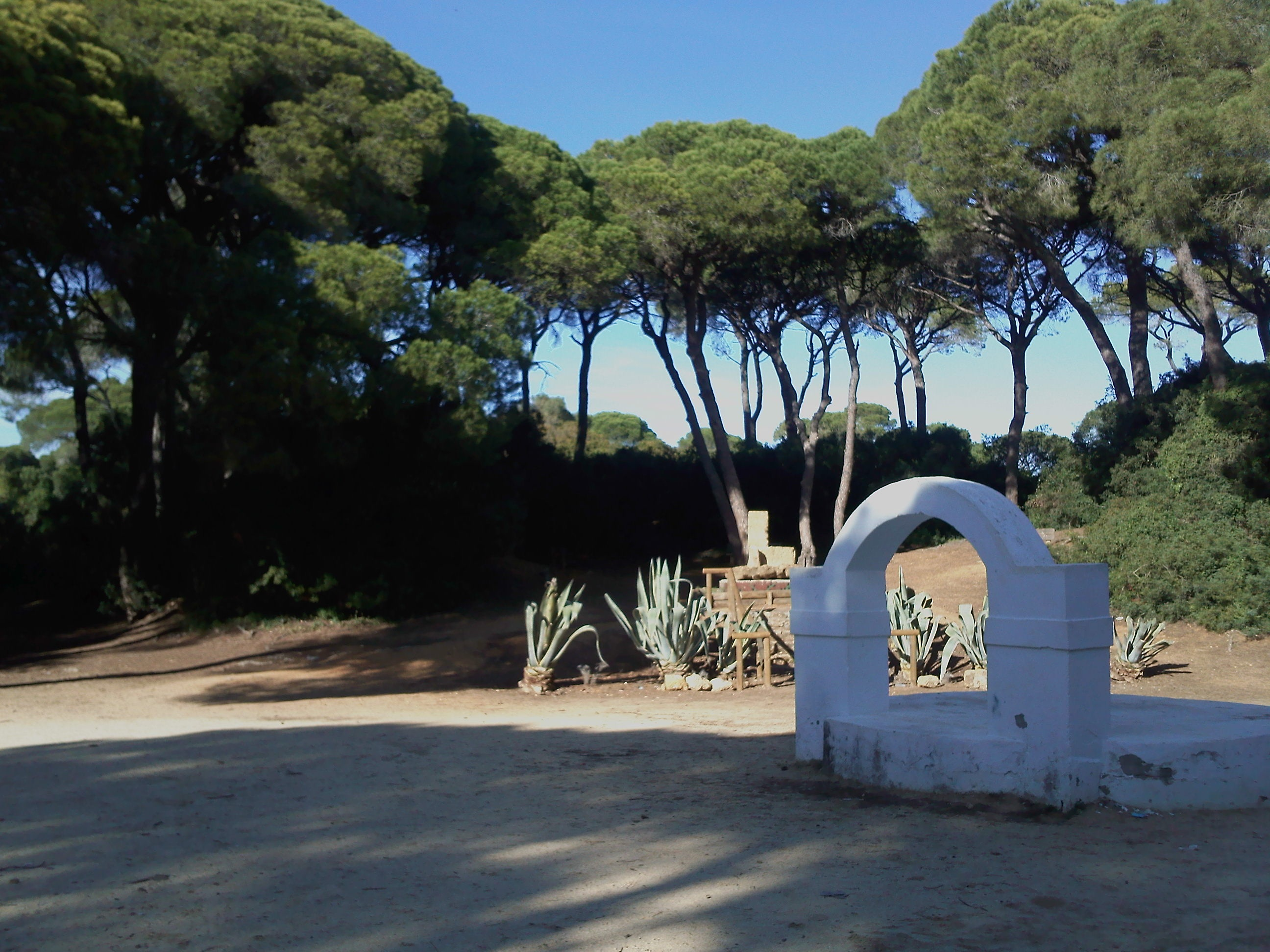
Patio del Pozo del Parque de Las Canteras, donde se celebran las exhibiciones de caballo durante la feria.

La feria de Puerto Real es la feria andaluza que se celebra en Puerto Real (Cádiz), durante la semana del primer domingo de junio, acabándose el lunes siguiente. La feria engloba las celebraciones tanto en la población como en el recinto ferial de Puerto Real situado en el parque de Las Canteras.

## Orígenes de la feria
La llegada del siglo XIX, trajo a Puerto Real un cúmulo de desventuras muy semejantes a los comienzos del siglo precedente. Si el dieciocho vino acompañado en Andalucía del estallido de la Guerra de Sucesión (1700-1713), la centuria diecinueve comenzó de manera similar. Una epidemia de fiebre amarilla diezmó a la población puertorrealeña en 1800; a la pandemia le siguió la también apocalíptica hambruna y pocos años después, en 1810, durante la guerra de la Independencia, llegaron las tropas napoleónicas para sitiar la vecina Cádiz e instalaron el campamento en el pinar de La Algaida. Su estancia en la villa causó efectos devastadores en el, por entonces, caserío puertorrealeño. De gran trascendencia a la economía andaluza resultó la emancipación de las colonias americanas y la interrupción del comercio de ultramar.
Se puede decir que por la década de los cuarenta del siglo XIX, Puerto Real estaba sumida en una gran postración económica y en el vecindario había recorte: la población había pasado de 7.180 habitantes del año 1798 a tan solo 4.130 de 1844.
Será el oficial municipal, el síndico mayor don José María Carrión, quien exponga a sus compañeros la conveniencia de solicitar al gobierno de España la merced de celebrar todos los años durante tres días consecutivos una feria de ganado. Alega a favor a su proposición la situación estratégica de Puerto Real, «en el centro de ciudades populosas», que facilitará sin duda el arribo de un crecido número de forasteros y tratantes de ganado. La propuesta de Carrión fue unánimemente aceptada y de inmediato, como las ferias eran concesiones reales ya desde su origen en el medievo, se representó a Espartero, regente del Reino durante la minoridad de la futura Isabel II, solicitándole autorización para celebrar la primera feria durante los días 1, 2 y 3 de mayo del año en curso. Algunos días después llegó al Ayuntamiento la autorización para celebrar el mercado de ganados en la dehesa de Carretones pero no en las fechas solicitadas; se concedió para los días 15, 16 y 17 del mismo mes.
No se tienen datos de los resultados de aquella primera feria, pero puede inferirse de la diligencia con que los ediles solicitan al regente un cambio de fechas para el año venidero que la afluencia de personas y el movimiento mercantil ni siquiera se acercaron a lo esperado.

## El factor económico
La financiación de los festejos, excepto el de 1843 cuyo coste fue de 1.024 reales de vellón y se tomó del fondo de Propios comprometiéndose la Corporación a reponer la cantidad prestada, se llevó a cabo por el sistema de suscripción voluntaria entre los vecinos y empresas radicadas en la villa: la del vapor y ferrocarril. Una partida no desdeñable del capítulo de cargos, sumada la partida que forma la recaudación voluntaria entre el vecindario, constituyen las cantidades cobradas por la Tesorería Municipal a los dueños de los puestos de vinos, avellanas, turrón, buñuelos y juguetes por permitírseles la instalación de sus tenderetes en el recinto acotado para la feria de ganado o en sus inmediaciones. Serán estos feriantes, con sus efímeras tenduchas, la vanguardia del aire festivo que embargará y caracterizará a la feria con el devenir de los años.

## El componente lúdico
Las actividades recreativas, ausentes los primeros años, se convertirán a partir de 1850 en componentes indelebles y complementarios de la actividad comercial. Estos actos festivos se convocan en el interior de la población, en lugares espaciosos y de fácil acceso. Los espectáculos se celebran en el paseo del Muelle, la plaza de Jesús, el paseo de Las Canteras y El Porvenir.
En estos días las calles principales se adornan con iluminación extraordinaria y la banda de música ameniza con sus acordes al vecindario, ofreciendo conciertos, pasacalles y dianas.
Protagonistas señeros de las diversiones públicas, con gran número de adeptos, son los gayumbos, toros enmaromados y toros del aguardiente. De los primeros, el profesor don Antonio Muro Orejón asegura que se corrieron durante las ferias del siglo XIX un total de 159 y de los enmaromados da la cifra de 76.
Este tipo de espectáculo, unido a los fuegos de artificios, fue denominador común de las ferias puertorrealeñas y se acompañaban de otros como las carreras de cintas, ejercicios acrobáticos, cucañas, tiro de pichón, regatas y concursos variados.
Las diversiones estaban destinadas a asegurar el esparcimiento a los habitantes y forasteros que visitaban la población en estos días primaverales, pero en Puerto Real, al igual que en todas partes, había unos sectores sociales más favorecidos que otros y es a ese grupo marginal depauperado a quien conviene satisfacer, porque, como denuncia un jornalero: «la feria consiste en la mitad del pueblo divirtiéndose y la otra mitad mirando a la primera mitad». Para hacerlos partícipes de los festejos del Ayuntamiento institucionalizó la costumbre de repartir pan entre estos sectores necesitados, una manera de atenuar la tensión social que pudiera existir en la localidad.

## Emplazamientos de la feria
Las autoridades municipales buscaban para ubicar los mercados, terrenos que ofrecieses buenos y abundantes pastizales, agua y proximidad relativa al casco urbano de la población. En general, se solían localizar en algún ejido de titularidad municipal. El primer mercado de ganado celebrado en Puerto Real se emplazó en la llamada dehesa de Carretones, rica en pastos y con agua extraída del poco del mismo nombre que la dehesa.
El expediente que recoge el nacimiento de la feria primigenia no anota la demarcación y límites del mercado. Sin embargo, se hizo detalladamente por el síndico don José María Carrión para la feria de 1844: «Da principio por un costado de la Alameda, siguiendo todo el espacio que media entre la derecha del arrecife en su prolongación hasta el Puente y el muro del caño del Molino a buscar la linde del pinar de la Cerería, incluyendo la pinareta de las Ánimas hasta tocar el vallado del manchón del Reggio, desde el cual prosigue la demarcación por el mismo vallado y el de la Huerta del Duque a volver a tocar con la indicada Alameda. Igualmente comprende los manchones a la izquierda del arrecife desde el Alemán hasta la punta llamada de los Vallados o Mojonera de la dehesa de la Carne.»
A partir de 1850, surge otro escenario: El Muelle. Lugar importante para las gentes que todavía conservan la tradición marinera, aparece este emplazamiento del concurso correr lanzas, al parecer muy del gusto de la época. No será El Muelle, sin embargo el paraje definitivo donde se convocarán este tipo de actos recreativos. En años venideros los desplazará, ocupando la primicia para la celebración de festejos dentro del casco urbano, la céntrica y popular plaza de Jesús. Posteriormente, y de manera casi definitiva, Las Canteras se hará con el privilegiado estatus de la plaza de Jesús. Esta dualidad de recintos feriales, uno mercantil y otro eminentemente lúdico, manifiesta como progresa entre los puertorrealeños el componente lúdico de la feria y reclama unos límites precisos donde desarrollarse. Representa estas diversiones el complemento festivo, en las primeras convocatorias feriales a la caída del día (después incluso por las mañanas), ofrecido por el Ayuntamiento a los forasteros y vecinos para alegrar las últimas horas de la jornada.
La dehesa de Carretones también se alternará, pasados los primeros años, con la de Casines, Algaida norte y la del Reggio como lugar de ubicación del mercado de ganados. Pero la posición de la primera se consolidó con el arreglo a que es sometido en 1850 el camino que lo une a la villa. Se plantaron árboles y se construyó una media luneta; en aquellos tiempos se había convertido Carretones en el paseo preferido de los puertorrealeños. Cuando a fines de la centuria se abrió el nuevo cementerio de San Roque en sus inmediaciones, la idoneidad del recinto ferial de Carretones se cuestionó fuertemente por razones de salubridad pública.
Lentamente, con el devenir de los años y el cambio de orientación económica y social de buena parte de la población, Puerto Real deja de ser un pueblo cuasi exclusivamente dedicado a la actividad agropecuaria y se transforma en un pueblo vinculado a la actividad naval, tras la apertura de la factoría de la compañía de Antonio López en los terrenos de Matagorda.
A partir de aquí los festejos primaverales irán perdiendo su consideración ganadera, aunque quedará hasta bien entrado el siglo XX como reminiscencia del pasado su calificativo de feria ganadera. Junta a este proceso de decadencia de feria de ganados como tal, adquiere importancia creciente, en una sociedad con mayor poder adquisitivo, la concepción actual de la feria como un acontecimiento eminentemente lúdico y festivo.

## Eventos
Tienen lugar en el recinto ferial que es el espacio público donde se instalan las casetas, tenderetes, los cacharritos, es decir, las atracciones para niños y adultos, además de los distintos servicios públicos sanitarios y protección civil. Así mismo, son usados espacios anejos como el pinar Las Canteras para las exhibiciones ecuestres. Por último, ya entrado el siglo XIX y debido a la urbanización de espacios aledaños al recinto ferial la función de los fuegos de artificios se instala en el recinto del IES Virgen del Carmen de Puerto Real.
- Elección de la reina de la feria (miércoles de feria): Creada en 1950, es el acto que inaugura la feria. Actualmente la reina es elegida de entre las damas mediante jurado y es la encargada de encender las luces del ferial.
- Día del Niño (jueves de feria) en el que las atracciones ofrecen un descuento por viaje.
- Día de las Empresas (viernes de feria) por ser la jornada en el que los trabajadores de empresas erradicadas en la localidad quedan para el tradicional almuerzo en el recinto y prolongan su estancia hasta horas vespertinas o nocturnas.
- Concurso de decoración de casetas que se falla el jueves de feria mediante jurado.
- Paseo de caballos celebrado la mañana del sábado y domingo de feria, por el que jinetes y amazonas lucen sus caballos ataviados de indumentaria clásica.
- Día de la Provincia (sábado de feria)
- Día de la Familia (domingo de feria), jornada de almuerzo y convivencia de las familias.
- Día de la Mujer (lunes de feria), convivencia de numerosos grupos de féminas desde la mañana.
- Concurso local de baile por sevillanas en las categorías de alevín, infantil, juvenil y adultos que se celebra el lunes de feria en la caseta municipal.
- Exhibición ecuestre en el Patio Negro del pinar de Las Canteras durante el sábado y domingo de feria.
- Función de fuegos artificiales (lunes de feria): acto que clausura el festejo.

## Reinas y damas de la feria
- Año 2012

Reina: Elena Sánchez Romero;
Damas: Patricia González Vía, Noelia Godino Palacios, Jana Fernández de Ávila, Tamara Bohorquez Álvarez, Lara Pulido García, Lucía Parodi Gallardo;
Jurado: Vicente Lozano Fernández como presidente y los vocales: Silvia Sanmartín, Rafael Garrido, Encarni Mateo y Alejandro Gordillo.
- Año 2011

Reina: Ana Cote Daneri;
Damas: Melodía Sánchez, Mª Lucía Millán, Mª Teresa Reina, Pilar Rivadeneyra, Cristina Bernal y Natalia Macho;
Jurado: Juan Montero Álvarez como presidente y los vocales Rosario Gómez Lebrero, Sandra María Rodríguez Rodríguez, Carlos Canca Bohórquez, Estrella García Guardado, Alberto Rodríguez Otero, Rosa María Catalán Méndez y Jesús Andrade Izquierdo, actuando como secretaria, Fátima Alfaro Moreno.
- Año 2010

Reina: María del Carmen Piñero Ardila;
Damas: Elena Arellano Domínguez, Elena Basadre Colón, Inmaculada Carmona Andrade, Desirée Pascual Rodríguez, Ana Salinas Peralta y Rosario Tizón Aledo;
Jurado: Sebastián Gallardo como presidente y los vocales: Ricardo Jiménez Ríos, Tere Andreu, Pepi Mariscal, María de los Ángeles Expósito, Aroa Rubio, José María Parrado y María Macías.
- Año 2009

Reina: Laura Zaldívar Vera;
Damas: Sara Colorado Alonso, Pepi Gómez Bermúdez, Sonia López Bravo, María del Rosario Sánchez Candón, María del Carmen Sierra García, Amanda Tirado Utrera;
Jurado: Juan Antonio Delgado Gómez, como presidente y los vocales: Pepi Andrades, Alberto Rodríguez Otero, Miguel Ángel Vera Pantoja, Justi Gallardo Valero, Fran Sánchez Alfaro, Inmaculada Díaz Ramos y María Ángeles Sánchez de la Herránz.
- Año 2008

Reina: Susana Ruiz Collantes;
Damas: Jéssica Díaz Mangano, Vanesa Herrera Cortijo, Patricia Málaga Lare, María Jesús Martínez Patrón, Ana María Perdigones Fernández, Nieves Piñero Vías.
Jurado:
- Año 2007

Reina: Paloma Olmo Díaz
Damas: Gwendolín Pérez Chanivet, Lydia Jault Pérez, Mª Carmen González González, María José Ramírez Reina, Natalia Betanzo Macías, Paloma Olmo Díaz, Sandra Herrera Arillo.
Jurado:
- Año 2006

Reina: Carmen María Benítez Izco;
Damas: Sonia García García, Maite Manzano Bernal, Carolina Rodríguez Blanco, Mari Carmen Román Rodríguez, Lourdes Alegre Salguero y Fátima Candón García;
Jurado: Juan Antonio Delgado como presidente y como vocales: Juan Manuel Armario, Montserrat Delgado, Vicente Guijarro, Josefa Romero, Jesús Armario, Juani Díaz y Salvador Catalán.
- Año 2005

Reina: Mayte Pascual Mejías;
Damas:
Jurado:

## Efemérides
- 1910: Se realiza la primera proyección de un cinematógrafo en Puerto Real, solo 15 años después de su invención por los hermanos Lumière.

- 1950: Primera elección de la reina de la feria

## Enlaces de interés
- Gallumbos, cucañas y fuegos artificiales. 4 de junio de 2009. José Manuel Oneto Mariscal.
- Historia de la feria de Puerto Real. Puerto Real Al loro. Revista mensual.
- IES Virgen del Carmen de Puerto Real (Cádiz)

- Datos: Q5858839